# Піонерський (Талицький міський округ)
Піоне́рський (рос. Пионерский) — селище у складі Талицького міського округу Свердловської області.
Населення — 1605 осіб (2010, 1671 у 2002).
Національний склад станом на 2002 рік: росіяни — 96 %.